# 4-струм
4-струм, чотириструм у спеціальній та загальній теорії відносності — лоренц-коваріантний чотиривектор, що об’єднує густину струму електричних зарядів (або 3-вектор густини струму будь-яких інших частинок) і об’ємну густину заряду (або об’ємну концентрацію частинок).
{\displaystyle J^{\mu }=\left(c\rho ,\;\mathbf {j} \right),}
де
{\displaystyle c} — швидкість світла,
{\displaystyle \rho } — скалярна густина заряда,
{\displaystyle \mathbf {j} =\rho \,\mathbf {u} } — 3-вектор густини струму,
{\displaystyle \mathbf {u} } — 3-вектор швидкості зарядів.
У спеціальній теорії відносності локальне збереження електричного заряду виражається  рівнянням неперервності, яке означає рівність нулю інваріантної дивергенції 4-струму:
{\displaystyle D\cdot J=\partial _{\mu }J^{\mu }={\frac {\partial \rho }{\partial t}}+\nabla \cdot \mathbf {j} =0,}
де {\displaystyle D} — 4-векторний оператор, що зветься 4-градієнт і означається як {\displaystyle \left({\frac {1}{c}}{\frac {\partial }{\partial t}},\;\mathbf {\nabla } \right)}. Тут використано нотацію Ейнштейна про підсумовування за індексами, що повторюються. Вищенаведене рівняння можна коротше записати як
{\displaystyle J^{\mu }{}_{,\mu }=0\,}
із звичайним позначенням частинної похідної за даною координатою як коми перед відповідним індексом.
У загальній теорії відносності рівняння неперервності записується так:
{\displaystyle J^{\mu }{}_{;\mu }=0\,,}
де крапка з комою перед індексом значить коваріантну похідну за відповідною координатою.